# John Richards (Politiker, 1765)
John Richards (* 13. April 1765 in Llanuwchllyn, Wales; † 18. April 1850 in Lake George, New York) war ein walisisch-amerikanischer Politiker. Zwischen 1823 und 1825 vertrat er den Bundesstaat New York im US-Repräsentantenhaus.

## Werdegang
John Richards wurde ungefähr einen Monat nach der Verabschiedung des Stempelgesetzes in Llanuwchllyn bei Bala im Gwynedd geboren. Die Familie wanderte in die Vereinigten Staaten ein und ließ sich in Johnsburg im Warren County nieder. Dort erhielt er eine bescheidene Schulbildung. Er saß vom 29. Januar 1811 bis zum 8. April 1811 in der New York State Assembly. Zwischen 1810 und 1812 war er staatlicher Gutachter (State Surveyor). Als Delegierter nahm er 1821 an der verfassunggebenden Versammlung von New York teil.
Als Folge einer Zersplitterung der Demokratisch-Republikanischen Partei vor und während der Präsidentschaft von John Quincy Adams (1825–1829) schloss er sich der Crawford-Fraktion an. Bei den Kongresswahlen des Jahres 1822 für den 18. Kongress wurde Litchfield im 19. Wahlbezirk von New York in das US-Repräsentantenhaus in Washington, D.C. gewählt, wo er am 4. März 1823 die Nachfolge von Elisha Litchfield antrat. Er schied nach dem 3. März 1825 aus dem Kongress aus.
Am 18. April 1850 verstarb er in Lake George und wurde dann dort auf dem John Richards Cemetery beigesetzt.